# Liste der Monuments historiques in Parigné
Die Liste der Monuments historiques in Parigné führt die Monuments historiques in der französischen Gemeinde Parigné auf.

## Liste der Objekte
| Bezeichnung               | Beschreibung                                                       | Standort                        | Kennzeichnung | Schutzstatus | Datum | Bild           |
| ------------------------- | ------------------------------------------------------------------ | ------------------------------- | ------------- | ------------ | ----- | -------------- |
| Reliquienstatue           | Silber, Mitte des 18. Jahrhunderts                                 | in der Kirche Notre-Dame (Lage) | PM35001032    | Classé       | 2011  |                |
| Skulptur Madonna mit Kind | Kalkstein, polychrom gefasst, teilweise vergoldet, 14. Jahrhundert | in der Kirche Notre-Dame (Lage) | PM35001033    | Classé       | 2011  | weitere Bilder |